# Schizofreni
Schizofreni är en psykossjukdom, där symtomen kan vara varaktiga eller återkomma i skov. Symptom vid schizofreni innefattar hallucinationer, vanföreställningar, desorganiserat tal eller beteende samt negativa symtom. Schizofreni är inte detsamma som multipel personlighetsstörning eller "splittrad personlighet", som är ett vanligt missförstånd som kan härröra av ordet schizofrenis bokstavliga betydelse.
Eftersom det finns en mängd olika kombinationer av symptom som kan resultera i en schizofrenidiagnos, är det svårt att säga att det är en enskild psykisk störning. Eugen Bleuler, som myntade termen schizofreni, talade istället om "schizofrenierna" (plural). Individuell genetik och biokemi är viktiga orsaksfaktorer, i kombination med livsomständigheter.
Livstidsprevalensen för missbruk är förhöjd, liksom andelen rökare jämfört med normalbefolkningen. Den förhöjda risken för främst hjärt- och kärlsjukdom liksom andra somatiska sjukdomar samt psykisk komorbiditet med depression, ångest och sekundär social misär leder till att schizofrena som grupp har en förväntad livslängd som är flera år kortare än normalbefolkningen. I motsats till kulturella stereotyper finns det vidare bara ett litet samband mellan sjukdomen och en benägenhet till aggressivt beteende.

## Historia

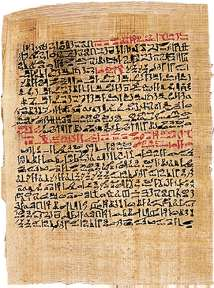
Ebers papyrus

Generellt sett finns det gott om beskrivningar av sjukdomssymtom som överensstämmer med depression och mani sedan tusentals år. Däremot är det sparsamt med beskrivningar som stämmer in på diagnosen schizofreni före 1800-talet och benägenheten att tolka psykiska symtom enligt religiösa förtecken var stor. Schizofreniliknande symtom finns ändå beskrivna så tidigt som 2000 f.Kr. i "Hjärtboken", som är en del av den antika Ebers papyrus. Studier av de antika grekerna och det antika Rom har dock kommit fram till att det i dessa samhällen inte fanns något nedskrivet fall som skulle motsvara de moderna diagnostiska kriterierna för schizofreni, men att allmänheten förmodligen hade ett begrepp för psykotiska störningar.

### 1800-talets beskrivningar av psykos och begreppets uppkomst

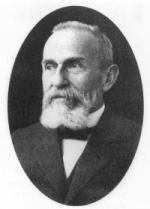
Eugen Bleuler

I och med upplysningstiden förändrades synsättet på de psykiska sjukdomarna och under psykiatrins framväxt i början av 1800-talet började man gradvis systematisera diagnostiken genom att klassificera olika tillstånd och avgränsa dem från varandra. Den första tydliga beskrivningen av schizofreni publicerades av John Haslam 1810 i boken Illustrations of Madness där ett av patientfallen stämmer väl överens med sjukdomsbilden vid paranoid schizofreni. Under 1800-talet myntades sedan olika begrepp som paranoia, katatoni, hebefreni och demens. Benedict-Augustin Morel använde 1853 uttrycket démence précoce vars latinska motsvarighet dementia praecox infördes 1893 av Emil Kraepelin för att samla psykostillstånden och tydligt avgränsa dem från manodepressiv sjukdom.
Det var Eugen Bleuler som myntade termen schizofreni (av de grekiska orden σχίζω "schizo" (dela) och φρήν "phrēn" (psyke)), efter att ha observerat en bristande interaktion mellan tankeprocesser och perception.
| ” | Patienterna som jag har observerat svarar inte på situationer som de borde. De är rädda för det som inte finns, men förhåller sig likgiltiga till det som finns. Det är som om de hade ett delat sinne. | „ |

Schizofreni betyder ungefär "kluvet psyke" (grekiska: σχίζω, schizo, "jag klyver" eller "jag delar", och φρήν, phrēn, "psyke" eller sinne). Trots dess etymologi är schizofreni inte synonymt med dissociativ identitetsstörning, även känt som multipel personlighetsstörning, något som ofta har blandats ihop i populärkulturen.
Bleuler var också först med att dela upp symtomen i "positiva" och "negativa". Med namnet "schizofreni" ville Bleuler fånga den funktionella separationen mellan personlighet, tankeverksamhet, minne och perception, men ett vanligt missförstånd är att drabbade personer har en 'delad personlighet' i stil med huvudpersonen i Robert Louis Stevensons Dr. Jekyll och Mr. Hyde.  Missuppfattningen uppstår kanske på grund av den ordagranna betydelsen av "schizofreni" (delat sinne).  Den första kända förekomsten av att ordet använts på detta felaktiga sätt är i en artikel av poeten T.S. Eliot år 1933.

### Olika diagnostiska synsätt under 1900-talet
Bleuler karakteriserade sjukdomens symtom enligt de fyra A:na: autism, ambivalens, associationsstörningar och affektiva störningar. Kurt Schneider introducerade 1938 istället en uppdelning i första och andra rangens symtom. Till de första räknade han bland annat kommenterade röster, hörbara tankar, tankepåsättning och "somatiska hallucinationer". År 1986 föreslog Tim Crow en uppdelning av schizofreni i typ-1 med övervägande positiva symtom och typ-2 med övervägande negativa symtom. Med tanke på den heterogena sjukdomsbilden har det också varit föremål för återkommande diskussion huruvida det är korrekt att betrakta schizofreni som en enhetlig sjukdom.

#### Diagnoskriteriernas framväxt och förändring
De första två versionerna av diagnosmanualen DSM (DSM och DSM-II) var grundade i ett psykodynamiskt synsätt och DSM-II var dessutom baserat på Bleulers fyra A:n. Det medförde att diagnosen var relativt inkluderande och även samlade patienter som enligt senare riktlinjer istället skulle ha diagnosticerats med andra psykostillstånd. I och med att kriterierna uppdaterades 1980 med DSM-III blev diagnosen mer avgränsad, vilket underlättade inte minst i jämförandet av olika vetenskapliga studier och fortsatt forskning.

### Behandlingsmetoder under första halvan av 1900-talet
Innan 1930-talet fanns i princip inga behandlingsmetoder som var specifikt anpassade till psykos. Schizofrena patienter kunde tas in på anstalt för att skydda sig själva eller andra och utsättas för badkurer och tvagning. Från och med 1930-talet experimenterade man med olika metoder som senare fått välförtjänt dåligt rykte och tagits ur bruk. Nobelpristagaren Julius von Wagner prövade att överföra sin behandlingsmetod för syfilis där man orsakade feber genom injektion med malariainfekterat blod eller kemiska ämnen. Den österrikiske läkaren Manfred Sankel försatte patienterna i koma genom att injicera dem med insulin och rapporterade goda resultat. Båda metoderna konstaterades senare för riskabla i relation till deras tveksamma effekt. Lobotomin vann mark som en effektiv behandlingsmetod under mitten av 1900-talet. Med tiden blev det på grund av de negativa konsekvenserna i form av personlighetsförändring och apati samt risken för inkontinens, epilepsi, viktuppgång och död; allt mer uppenbart att ingreppet inte var försvarbart. Av de metoder som togs fram är det i princip bara ECT som används i modern psykiatri, metodens användningsområde inom schizofrenibehandling är dock begränsat.

### Behandlingsmetoder under andra halvan av 1900-talet

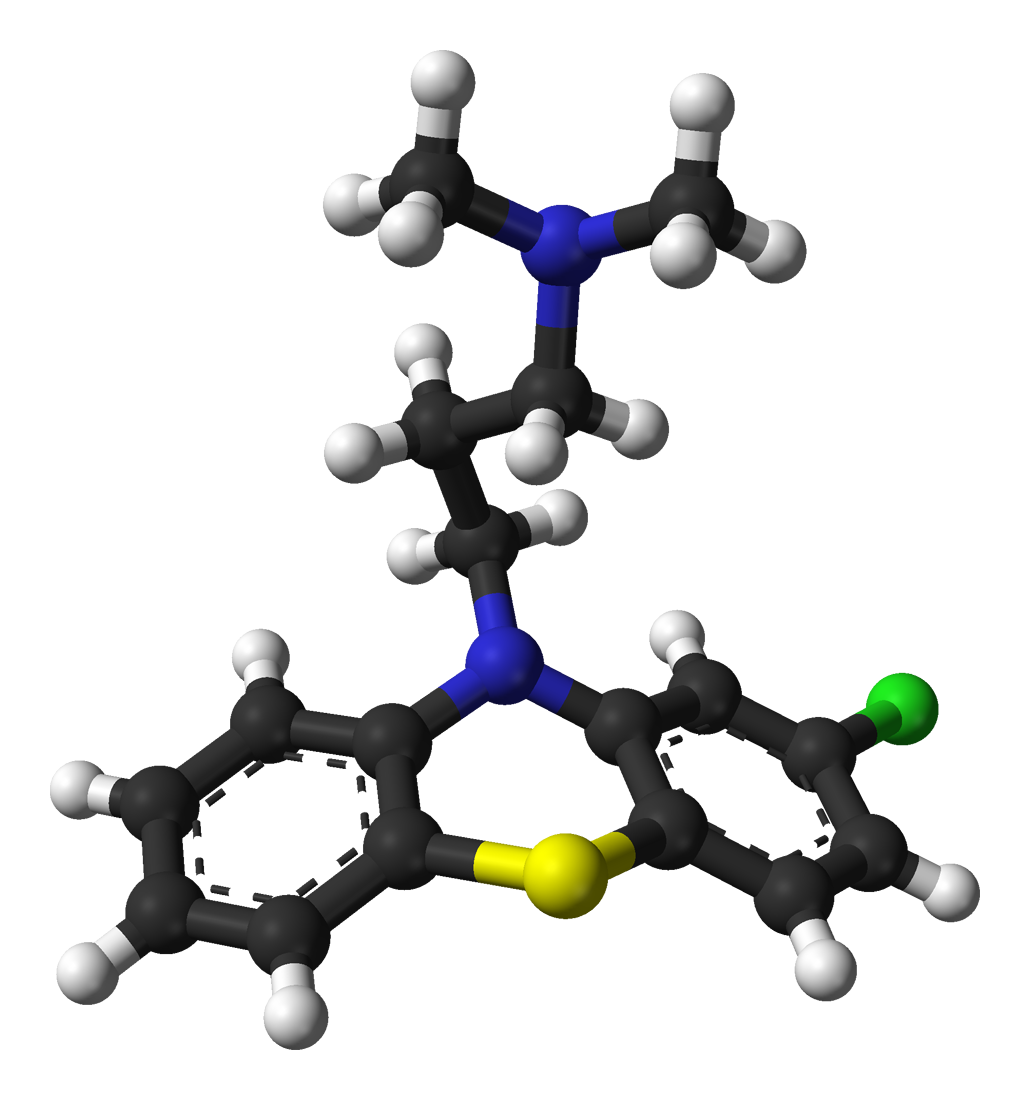
Klorpromazins kemiska struktur

I början av 1950-talet togs fentiazinderivatet klorpromazin (Hibernal) fram, varefter behandling introducerades på bred front. En av följderna blev att många patienter som varit intagna i åratal efter hand kunde skrivas ut till öppenvården och preparatet betraktades som banbrytande. Med tiden blev dock dess baksidor uppenbara i form av biverkningar, bland annat viktuppgång och diabetes, parkinsonism och agranulocytos (benmärgspåverkan).
Utvecklingen av nya neuroleptika fortsatte. Under 1960-talet lanserades haloperidol (Haldol) och under 1970-talet kom klozapin, som blev uppskattat för sin potenta effekt. Under en period blev klozapin sedan indraget på grund av den höga risken för agranulocytos som i flera fall lett till dödlig utgång. Efter ett tag återinfördes klozapinbehandling, men enbart i de fall övriga preparat varit verkningslösa och med krav på regelbunden kontroll av blodprover. Under 1990-talet lanserades ytterligare en handfull antipsykotiska preparat med olika förtjänster, men inget av preparaten befanns vara lika effektivt som klozapin.

### 2000-tal
Efter att benämningen schizofreni varit beständig internationellt under 1900-talet har man i Japan och Sydkorea bytt namn på diagnosen. Efter namnbytet har man i Japan konstaterat att psykiatriker i dubbelt så hög utsträckning väljer att informera patienten om diagnosen och slutenvårdspatienter med diagnosen i tre gånger så hög utsträckning rapporterar att de informerats om diagnosen.
En helgenomstudie publicerad 2014 identifierade över hundra genvarianter kopplade till ökad risk för schizofreni. Resultaten underbygger delvis gällande neuroendokrinologiska förklaringsmodeller och pekar i nya riktningar som kan användas i framtida studier för att komplettera kunskapen om tillståndets orsak och sjukdomsmekanism.

## Epidemiologi
Under flera decennier ansågs schizofreni ha en livstidsprevalens på omkring en procent, utan några större geografiska eller kulturella skillnader. Under början av 2000-talet har nya metaanalyser orsakat ett paradigmskifte. Även med strikta kriterier konstateras prevalensen variera femfaldigt mellan olika epidemiologiska studier, med en livstidsprevalens i genomsnitt omkring 0,7 %. Denna variation kan inte helt förklaras genom metodologiska faktorer eller skillnader i diagnostik. Schizofreni konstaterades oftare drabba män än kvinnor (med en ratio på cirka 1,5:1), oftare drabba människor som levde i urban miljö samt oftare drabba migranter. Män tenderar också att insjukna tidigare än kvinnor. Hos män är det vanligast att insjukna strax före 25-årsåldern, medan det hos kvinnor är vanligast att insjukna strax efter. Hos kvinnor finns även ett ökat antal insjuknanden efter 45-årsåldern, vilket har tolkats som ett resultat av förändrade hormonnivåer i samband med menopaus.

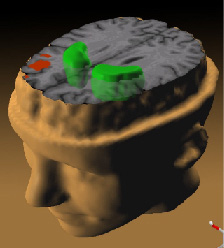
Vid uppgifter som använder arbetsminnet, ökar dopaminnivåerna i striatum (grön färg) i relation till att aktiviteten i prefrontalcortex minskar (röd färg) hos schizofrena patienter.

## Symptom och förlopp

### Insjuknandet
Innan sjukdomen blir uppenbar har den i regel debuterat med smygande symptom under flera månader till år. Symptomen kan vara mer eller mindre diskreta och uppges sällan av patienten själv, men framträder tydligare vid anhörigintervjuer i efterhand. Det kan röra sig om motivationsbrist, oro, nedstämdhet eller ett främmandegörande inför sig själv, en känsla av förlorad integritet eller störningar i språket. De tidiga symptomen kan först gå obemärkta förbi eller tolkas som ett uttryck för någon annan psykisk åkomma, missbruk eller som en normal reaktion på livshändelser. I takt med att symptomen tilltar sjunker förmågan att prestera både arbets- eller studiemässigt och socialt, vilket ofta leder till social isolering. De tidiga tecknen vid schizofreni kan tolkas som en successiv utveckling av de negativa symptom och den kognitiva funktionsnedsättning som hör till sjukdomen. Mer uppenbara symptom som tydligt avvikande beteende, paranoia och hallucinationer tillkommer vanligen i ett senare skede av insjuknandet.
Symptomen vid schizofreni brukar delas in i positiva symptom som innebär att någonting tillkommit i motsats till de negativa symptomen som istället kan ses som ett bortfall av funktion. Under några decennier har alltmer vikt lagts vid de kognitiva symptomen vid schizofreni, både de negativa symptomen och de kognitiva symptomen har en högre benägenhet att vara bestående trots behandling.

### Positiva symptom

#### Vanföreställningar
Vanföreställningar är tolkningar av sinnesintryck som kraftigt avviker från det normala, vilket innebär att de behöver bedömas gentemot patientens kulturella och religiösa sammanhang. Människor i allmänhet kan feltolka synintryck, men det som kännetecknar vanföreställningarna är deras orubblighet. Inga påpekanden eller aldrig så övertygande logiska argument ska kunna ändra på föreställningen. Patienten eller den berörda har en totalförnekelse eller så kallad noll-förmåga till självinsikt i sakfrågan. Vanföreställningar kan delas in i bisarra och icke-bisarra. Vanliga paranoida vanföreställningar som att folk i personens närhet intrigerar mot denne eller att denne övervakas av underrättelsetjänsten är icke-bisarra; de skulle kunna vara sanna. Bisarra föreställningar inbegriper sådant som inte rimligen skulle kunna vara sant, som att få tankar insatta i huvudet eller upplevelsen av att ha flera huvuden. Ju mer bisarra och bestående en patients vanföreställningar är, desto högre anses sannolikheten att patienten lider av schizofreni. Att bisarra vanföreställningar är mer specifika för schizofreni framhölls i DSM-IV, men inte i DSM-V. Vanföreställningar kan även delas upp i primära och sekundära, där de primära uppstår som ett resultat av "verkliga" sinnesintryck och de sekundära uppstår sekundärt till patientens hallucinationer.
En del personer med schizofreni kan få vanföreställningar om sin identitet; till exempel att de egentligen är en känd, ofta död, person. Det är därför ett vanligt missförstånd att schizofreni skulle vara detsamma som multipel personlighetsstörning (DID). Vid den schizofrena psykosen är dock den alternativa identiteten i regel beständig och skiftar inte mellan olika.

#### Hallucinationer
Hallucinationer hör till huvudsymptomen vid schizofreni. Hallucinationer är sinnesförnimmelser som saknar yttre stimuli, till skillnad från illusioner som är förvrängda upplevelser av faktiska yttre stimuli. Vanligast förekommande är hörselhallucinationer i form av att höra sina tankar som en tydlig röst i huvudet, höra en främmande röst i huvudet eller till och med olika kommenterande och ibland med varandra samtalande röster. Samtidigt är rösthallucinationer relativt vanligt förekommande hos befolkningen i stort och återkommande rösthallucinationer tros drabba omkring 5 procent av den friska befolkningen. Rösterna vid schizofreni kan vara såväl nedvärderande som hotfulla och befallande. Ibland fördröjs konstaterandet att patienten har rösthallucinationer med flera år eftersom rösterna befallt patienten att inte berätta om dem.
Hallucinationerna kan även drabba övriga sinnen. Lukt- och smakhallucinationer är ofta lindrigare i sin inverkan på den drabbade. Taktila hallucinationer kan innebära känslan av olika energier som går genom kroppen eller att någon tar på den drabbade. Synhallucinationer är vanligt förekommande i populärkulturens skildringar, men är i verkligheten ovanligt vid schizofreni. Synhallucinationer är istället vanliga vid organisk psykos, där vanliga orsaker inkluderar läkemedels- och drogpåverkan eller abstinens, skalltrauma eller andra somatiska tillstånd.

### Psykiska funktionsnedsättningar
Vid schizofreni förekommer också andra psykiska funktionsnedsättningar, till exempel minskad vigilans (vaksamhet), och nedsatta exekutiva funktioner (abstrakt tänkande, begreppsbildning, beslutsfattande, planering av handlingar). Medan det finns en mycket stark korrelation mellan förekomsten av desorganisation (till exempel manifesterat i desorganiserat tal) och bristande verklighetsuppfattning (till exempel genom vanföreställningar), är korrelationen mellan schizofreni och psykiska funktionsnedsättningar vagare samt något kontroversiell då forskning har gett motstridiga resultat. En tämligen utbredd uppfattning är att förekomsten av hallucinationer och vanföreställningar inte har något relevant samband med någon nedsatt kognitiv förmåga, men att desorganisation har det.

### Prognos
Det är väldigt svårt att bedöma prognosen för en specifik individ som har drabbats av schizofreni, eftersom behandlingsformer och tillgång till behandling oupphörligen förändras, nya metoder blir tillgängliga och medicinska rekommendationer förändras.
Retrospektiva studier har dock visat att omkring en tredjedel tillfrisknar fullständigt, omkring en tredjedel visar förbättring men inte fullständigt tillfrisknande, och ytterligare en tredjedel fortsätter att vara sjuka.
Världshälsoorganisationen genomförde två långtidsuppföljningsstudier som involverade mer än 2 000 människor med schizofreni från olika länder, och upptäckte att dessa patienter hade mycket bättre långtidsutkomst i fattiga länder (Indien, Colombia och Nigeria) än i rika länder (USA, Storbritannien, Irland, Danmark, Tjeckoslovakien, Japan och Sovjetunionen), trots det faktum att antipsykotiska mediciner vanligen inte är allmänt tillgängliga i fattigare länder.

#### Schizofrenidiagnosen och våld
I media kopplas schizofreni ibland samman med våldsutövning, men trots detta är det endast en minoritet av personer med schizofreni som blir våldsamma, och endast en minoritet av personer som har dömts för kriminella våldsbrott har blivit diagnostiserade med schizofreni. Istället är det tvärtom så att en person diagnostiserad med schizofreni mer sannolikt har varit ett offer för våld än varit våldsutövare.
Forskning har antytt att schizofreni är associerat med en liten ökning i risken att bruka våld, men denna risk beror till stor del på en liten undergrupp av individer som är våldsamma i kombination med drogmissbruk, aktiva vanföreställningar om hot eller förföljelse, och minskat effektiv behandling av tidigare våldsamt beteende.
Två oberoende långtidsstudier i Nya Zeeland och Sverige som studerade de mest allvarliga våldsbrotten, fann att 8,7–8,9 procent av dömda mördare tidigare fått diagnosen schizofreni.
Det finns forskningsresultat som antyder att hos vissa personer producerar läkemedlen som behandlar schizofreni en ökad risk för våld, mest på grund av upphetsning orsakad av akatisi, en bieffekt som ibland uppstår vid antipsykotisk medicinering. Övergrepp i barndomen kan också bidra till en liten ökning i våldsamhetsrisk i vuxen ålder, samt även till utvecklingen av schizofreni.
I en svensk-brittisk studie hade 28 procent av patienterna med dubbeldiagnosen schizofreni och missbruk (hälften alkohol och hälften andra droger) dömts för våldsbrott. Schizofrena som inte var missbrukare hade någon gång dömts för våldsbrott i 8 procent av fallen jämfört med 5 procent hos normalbefolkningen. Slutsatsen i studien är att det inte är schizofreni i sig utan schizofreni och samtidigt missbruk av alkohol eller droger som kraftigt ökar risken för våldsbrott.

#### Självmordsrisk
Livstidsrisken för att genomföra ett självmordsförsök vid schizofreni har uppmätts till nästan 50 procent och livstidsrisken för självmord har uppskattats till upp till 10 procent. Risken är som för resten av befolkningen högre hos män än hos kvinnor. En betydande överrisk ses under de första åren efter insjuknandet och upp till ett år efter utskrivning från psykiatrisk slutenvård. Övriga faktorer som är kopplade till en ökad risk för självmord inkluderar tidigare försök, dålig följsamhet till behandling, affektiva symptom, hopplöshet och bristande nätverk.
Självmordsförsök i samband med akuta skov kan tolkas som ett uttryck för depressiva symptom med ångestpålagring, eller i vissa fall vara ett resultat av befallande rösthallucinationer. Självmordshandlingar i ett senare skede med förhållandevis sparsamma symptom på psykos kan vara kopplade till existentiella faktorer, biverkningar av mediciner inklusive akatasi, rädsla för återinsjuknande eller för att misslyckas att leva ett självständigt liv. Självmordshandlingar i ett senare skede är i högre utsträckning kopplade till användandet av "effektiva" självmordsmetoder.
Medellivslängden är omkring 20 år kortare hos män och 17 år kortare hos kvinnor med diagnosen. Där spelar dock en ökad risk för somatiska sjukdomar inklusive hjärt-kärlsjukdom snarare än självmord en betydande roll.

## Diagnostik
Eftersom det saknas tillförlitliga biomarkörer som kan användas för diagnosticering av schizofreni baserar sig diagnosen i första hand på observationer och inhämtande av information från patienten, samt närstående och bekanta. Utöver intervjuer och observation ingår basal kroppslig undersökning, blodprover och drogscreening. Ytterligare undersökningar som bilddiagnostik med DT eller MR, EEG eller lumbalpunktion kan också ingå i utredningsgången.
Symtomen ska finnas i minst två av fem huvudområden. De fem huvudområdena är hallucinationer, vanföreställningar, desorganiserat tal, desorganiserat eller katatont beteende samt den femte symtomdomänen som benämns med samlingsbegreppet negativa symtom.
För att vara en psykiatrisk diagnos kan schizofreni sägas ha hög reliabilitet, men låg validitet. Olika behandlare kommer alltså i högre grad vara samstämmiga huruvida en enskild patient har diagnosen eller inte, men att en patient har diagnosen säger inte så mycket om vilket behandlingsupplägg som ger bäst resultat i det enskilda fallet. Diagnosen är att betrakta som ett syndrom och inte en enskild sjukdom med distinkt orsak och sjukdomsmekanism. Med tanke på hur heterogen sjukdomsbilden är och hur olika prognosen och behandlingsresultatet kan vara har försök att dela upp diagnosen i undergrupper gjorts, men aldrig blivit bestående. Likt andra psykiska tillstånd är gränserna mellan olika diagnoser flytande, liksom gränserna mellan det psykotiska och det normala. Psykotiska symptom som hallucinationer och vanföreställningar förekommer även hos friska människor, utan att orsaka någon funktionsnedsättning.

### Differentialdiagnoser
Schizofreniliknande psykoser kan också uppkomma vid andra psykiska sjukdomar eller annars till följd av somatiska sjukdomar och droger, så kallade organiska psykoser respektive drogutlösta psykoser. Bland kroppsliga sjukdomar som kan leda till schizofreniliknande tillstånd, finns temporallobsepilepsi, endokrina sjukdomar, hjärntumör och andra patologiska tillstånd i hjärnan, ämnesomsättningssjukdomar och infektionssjukdomar.
Vanföreställningssyndrom saknar hallucinoser och bisarra uppfattningar om sina jagfunktioner. Vid affektiva psykoser, till exempel psykotisk depression, är stämningsläget och inte verklighetsuppfattningen det primära i sjukdomsbilden.
En akut debuterande och mycket kortvarig psykos kan ibland likna en schizofreni. Sådana akuta psykoser kan vara polymorfa och instabila, genom att symtomen är många och förändras med korta intervall. Akuta schizofreniliknande psykoser kan också vara stabila. Om sjukdomen yttrar sig i kraftig desorientering ifråga om tid, rum och person kan det istället vara ett organiskt utlöst delirium.
Det finns också schizofreniliknande tillstånd som inte övergår i psykos, däribland schizotyp störning och paranoid personlighetsstörning.

### Komorbiditet
Schizofreni kan uppträda i samsjuklighet med andra psykiska störningar och med somatiska sjukdomar, vid sidan av att läkemedelsbehandlingen kan ge biverkningar. Efter utbrott av schizofreni är det vanligt med depression och personlighetsförändringar som inte ingår i diagnosen i sig, utan som är reaktiva, psykiska störningar; vissheten om att lida av schizofreni med vad det innebär för självbilden och det sociala livet kan med andra ord utlösa andra psykiska tillstånd. Postschizofren depression är ett sådant tillstånd, som dock också kan vara kvardröjande depression som uppkommit under eller före psykosen.
Schizofreni och dissociativa störningar uppträder mycket sällan i samsjuklighet, även om det inte är omöjligt; dissociation brukar dock som regel vara en differentialdiagnos. Impulskontrollstörningar, fobier, panikångest, antisocial personlighetsstörning, och mani förekommer, beroende på diagnos, i upp till hälften av fallen.
Bland somatiska sjukdomar drabbas schizofrena oftare av fetma, diabetes och kardiovaskulära sjukdomar, samt av lungproblem, astma och hudinfektioner. Narkotika- och alkoholmissbruk är förhållandevis mycket vanligt vid schizofreni, och förekommer bland ungefär 50 % av samtliga med diagnosen.
I ICD-10 förekommer diagnoserna paranoid schizofreni, hebefren schizofreni, kataton schizofreni, odifferentierad schizofreni, schizofrenia simplex, samt "andra specificerade schizofrenier" och "ospecificerade schizofrenier". Dessa varianter skiljer sig kliniskt åt vad beträffar vilket eller vilka symtom som är mest framträdande. Vid paranoid schizofreni kan den drabbade mer eller mindre sakna negativa symtom, och psykosen yttra sig i hallucinationer och vanföreställningar - hallucinationerna skiljer tillståndet från vanföreställningssyndrom. Kataton schizofreni yttrar sig i katatoni, en märklig motorik och katalepsi i kombination med andra psykossymtom. Hebefren schizofreni yttrar sig i eufori och negativa symtom. Symtombilden kan också vara atypisk som vid odifferentierad schizofreni, eller framför allt yttra sig i excentricitet och bisarra uppföranden som vid schizofrenia simplex. Konästesier förekommer som en särskild variant som ibland särskiljs från andra typer av schizofreni, liksom cyklisk schizofreni med cyklisk psykos.

## Kontroverser
Psykiatern Jim van Os och psykologen Richard Bentall hör till de som menar att diagnosen är bristfällig eftersom den drar en tydlig skiljelinje mellan sjukt och friskt. Samtidigt har många människor psykotiska symtom utan att i egentlig mening bli sjuka, alltså nödställda, invalidiserade eller på något sätt behöver i behov av sjukvård. Kritik har också riktats mot den diagnostiska bedömningens subjektiva natur och huruvida det över huvud taget är lämpligt att basera en enskild diagnos på basen av psykotiska symtom, eftersom de kan ha många skilda orsaker. Diagnosen har också kritiserats på grund av bristande diagnostisk reliabilitet. Ett känt exempel är David Rosenhans studie från 1972, On being sane in insane places, som visade att schizofrenidiagnostisering ofta var subjektiv och opålitlig. Senare har visat att samstämmigheten mellan två psykiater som diagnostiserar schizofreni som bäst är cirka 65 %. Detta, och resultatet av tidigare  undersökningar som ofta rapporterade ännu lägre nivåer av samstämmighet, har föranlett kritiker att argumentera för att diagnostisering av schizofreni ska upphöra.

## Orsaker, sjukdomsmekanismer och stressorer
Eftersom begreppet schizofreni kan betraktas som ett paraplybegrepp är det svårt att tänka sig någon enhetlig förklaringsmodell baserat på någon enskild orsak och sjukdomsmekanism. Att den genetiska faktorn har betydande inverkan har varit uppenbart under en längre tid. Det är dock lika uppenbart att den inte utgör hela förklaringen och ett flertal övriga biomedicinska och psykologiska förklaringsmodeller har utarbetats.

### Den ärftliga faktorn
För de som har en förstagradssläkting med schizofreni är livstidsrisken att drabbas av sjukdomen omkring 10 procent. Bland enäggstvillingar har livstidsrisken beräknats som upp till 50 %, förutsatt att den andra tvillingen är drabbad. Teorin att den ärftliga komponenten är polygenetisk har under början av 2000-talet kommit att bekräftas. I en stor helgenomstudie från 2014 identifierades över hundra gener, där vissa alleler gav en ökad risk för schizofreni. Där återfanns gener som är kopplade till dopamin- och glutamatsignalering vilket är i linje med neuroendokrinologiska teorier om sjukdomens uppkomst, men också gener som huvudsakligen uttrycks i immunförsvarets celler vilken stärker hypotesen om en immunologisk komponent i sjukdomsmekanismen. Man har också konstaterat att vissa genvarianter som ökar risken för schizofreni samtidigt ökar risken för en eller flera andra psykiska tillstånd som bipolär sjukdom, depression och neuropsykiatriska funktionsnedsättningar.

### Neuroendokrinologi
Schizofreni är en sjukdom med heterogent ursprung, där flera olika faktorer samverkar för att ge symptombilden. Fokus har legat på glutaminerg, kolinerg, dopaminerg samt serotonerg signalöverföring i hjärnan, samt hur dessa samverkar för att reglera centrala nervsystemets funktion, bland annat inom neuroplasticitet. Enligt den så kallade dopaminhypotesen är nivåerna av dopamin förhöjda vid schizofreni och dopaminreceptorerna påverkade, men flera andra ibland överlappande teorier existerar.
Under studier där man använt neuropsykologiska tester och neuroradiologi som magnetkameraundersökning och PET-scanning har man funnit skillnader i hjärnaktivitetsnivåer, främst i frontalloberna, hippocampus och temporalloberna. Dessa skillnader har knutits an till de neurokognitiva brister som vanligtvis associeras med schizofreni. 
Nedsatt synaptisk plasticitet i prefrontala cortex har visat sig vara en god modell för schizofreni i djurstudier med möss och flera antipsykotiska mediciner har visat sig reglera neuroplasticiteten i detta område.
Fokus har främst legat på dopaminets funktion på den mesolimbiska banan i hjärnan, men framför allt på senare tid[när?] har fokusen skiftat till betydelsen av NMDA-receptorns funktion i sjukdomens etiologi. Mediciner som blockerar NMDA-receptorn, såsom det dissociativa läkemedlet ketamin eller hostmedicinen dextrometorfan orsakar ett allmäntillstånd mycket likt det hos patienter med schizofreni, och NMDA-antagonister har använts för att på ett artificiellt sätt åstadkomma schizofreni-liknande tillstånd vid medicinska försök.Stödjande bevis för NMDA-teorin är att schizofrena patienter ofta har förhöjda nivåer av kynurensyra, som verkar genom att hämma dels glycinets funktion på NMDA-receptorn, vilket minskar NMDA-aktivitet och har även skyddande effekt mot excitotoxologisk verkan, dels som en antagonist på α7-nikotinerga acetylkolinreceptorn.
Flertalet metabotropa receptorer har visat sig kunna påverka dels funktionen hos NMDA-receptorer, dels mängden av NMDA-receptorsubenheter som syntetiseras. Detta kan utgöra en mekanism som knyter samman funktionen hos NMDA-receptorer med exempelvis dopaminreceptorer och nikotinreceptorer.
D-serin är en endogen co-agonist på NMDA-receptorn och behövs för dess normala funktion. Omsättningen av d-serin i kroppen regleras av enzymet DAAO, och brister i omsättningen av D-serin har påvisats hos personer som lider av schizofreni. Detta speglas på ett intressant sätt i att avkomman till möss som utsätts för immunostimulerande substansen polyI:C uppvisar kognitiva defekter som kan användas som en djurmodell för schizofreni, och att beteendeförändringarna minskar vid administering av D-serin.
Vissa studier tyder på att schizofrena inte har samma kortisolutsöndring vid stress som andra, och att även utan stressfaktor är kortisol/dehydroepiandrosteron-kvoten högre än normalt.
Den markanta könsdifferentieringen vid schizofreni har lett till flera studier av östrogenets relation till schizofreni, en teori om hypoestrogenism, och försök med östrogenbehandling till patienter. Hypoestrogenismen verkar främst kopplat till schizofrenins negativa symptom, för både män och kvinnor. Testosteronvärden kan möjligen också spela roll, vilka även dessa verkar vara låga hos manliga patienter. De många olikheterna mellan könen i fråga om halterna av könshormoner vid sjukdomen, har utmynnat i en teori om en omvänd cerebral könsdimorfism bland schizofrena, där kvinnor visar underfeminisation eller maskulinisation och män undermaskulinisation eller feminisation.
Schizofreni har visat sig ofta korrelera med zinkbrist, låga värden magnesium i röda blodkroppar och höga blodvärden koppar. Zink- och magnesiumvärdena förbättras av antipsykotisk medicin. Att schizofrenin skulle uppkomma till följd av bristsjukdomarna, och inte tvärt om, är en kontroversiell ståndpunkt.

### Miljö
Det finns en hel del bevis som tyder på att stress och trauman kan utlösa schizofrena psykosepisoder.  Till exempel har det visat sig att emotionellt turbulenta familjer och stressfyllda livshändelser är riskfaktorer för återfall eller utlösande för schizofreniepisoder. I likhet med andra former av psykisk sjukdom har övergrepp i barndomen och andra tidiga traumatiska erfarenheter föreslagits som riskfaktorer för att senare utveckla schizofreni, men orsaksteorin om "negativ påverkan under barndomen" har numera rätt dåligt rykte eftersom den inte alltid ser till möjligheten att föräldrarnas inkompetens kan bero på schizofreni hos föräldrarna själva, och att störningen överfördes genetiskt. Vissa studier är dock kontrollerade för detta och tycks peka på att det finns ett samband oavsett genetiska orsaker.
Sociala faktorer som fattigdom och diskriminering kan också vara inblandade.  Detta skulle förklara att minoritetssamhällen har mycket högre förekomst av schizofreni än medlemmar av samma etniska grupp i hemlandet.  Å andra sidan kan orsaksförhållandet vara det motsatta; "socialdriftshypotesen" menar att människor med schizofreni kan ha sämre förutsättningar att bibehålla en fast anställning eller ett jobb med högre lön, vilket gör att de hamnar i fattigare samhällsgrupper.
En speciellt stabil och replikerbar upptäckt är sambandet mellan att bo i en urban miljö och risken att utveckla schizofreni, även då man kontrollerat för faktorer som droganvändning, etnisk grupp och storleken på den sociala gruppen.  En ny studie av 4,4 miljoner män och kvinnor i Sverige, den totala populationen mellan 25 och 64 år, visade på en 68 %–77 % ökning i risken att drabbas av psykos för människor som bor i de mest urbaniserade miljöerna. En signifikant andel av detta beror sannolikt på schizofreni.
En udda upptäckt är att personer som diagnostiserats med schizofreni mer sannolikt är födda på vintern eller våren, åtminstone på norra halvklotet. Effekten är dock inte särskilt stor, och det är oklart varför detta fenomen uppstår. Den rådande hypotesen är att modern löpte större risk att drabbas av influensainfektioner under andra trimestern av graviditeten, vilket tros kunna påverka fostrets neurologiska utveckling under en kritisk fas. Denna hypotes stärks av att man kan se att frekvensen av schizofreni är högre hos personer födda vissa år, och då särskilt år med utbredd influensaepidemi.

### Medikalisering
De finns de som motsätter sig den ortodoxt medicinska synen på schizofreni som en psykisk sjukdom.
Psykiatern Thomas Szasz har argumenterat för att psykiatriska patienter inte är "sjuka", utan bara individer med okonventionella tankar och beteenden som är obekväma för samhället. Av vilket följer att deras beteenden blir medikaliserade. Han menar att samhället på ett orättvist sätt försöker kontrollera sådana individer genom att klassificera deras beteenden som en sjukdom och påtvinga dem behandling som ett sätt att utöva social kontroll.  En viktig men subtil poäng är att Szasz aldrig har förnekat existensen av de fenomen som mainstreampsykiatrin klassificerar som sjukliga (som vanföreställningar, hallucinationer eller förstämningsförändringar), utan bara menar att de inte är en form av sjukdom. Szasz skrev exempelvis: "Om du pratar med Gud, så ber du. Om Gud pratar med dig, har du schizofreni. Om de döda pratar med dig ägnar dig du åt spiritism. Om du pratar med de döda är du dock snarare schizofren."
Szasz har också poängterat hur schizofrenin har en särställning hos psykiatrin och i hans synsätt är alltså schizofreni, inte bara ett namn på en symptomdiagnos utan ett moraliskt fördömande av extremt psykiatriskt och socialt avfärdande. Szasz menade att schizofrenin var närmast en helig symbol för psykiatrin, till följd av de som anses vara schizofrena sedan länge kommit att erbjuda och tjäna som legitimeringsgrund för psykiatriska teorier, behandlingar, oförrätter och reformer.
På ett liknande sätt har psykiatern R.D. Laing menat att symtomen av det som vanligtvis kallas psykisk sjukdom endast är förklarliga reaktioner på omöjliga krav som samhället och speciellt familjelivet lägger på känsliga individer. Laing var banbrytande i att värdera innehållet av en psykotisk erfarenhet som något värdigt en tolkning, snarare än att se på det som en sekundär men i grunden meningslös markör av ett underliggande psykologiskt eller neurologiskt problem.
Varken Szasz eller Laing ansåg sig själva vara mot psykiatrin i den meningen att de var emot all psykiatrisk behandling, de menade bara att det skulle vara något som skulle ske mellan samtyckande vuxna, snarare än något som skulle påtvingas någon.

### Droger

#### Hallucinogener
En långvarig användning av stimulantia eller hallucinogena droger kan leda till schizofreni, men eventuellt krävs att personen är predisponerad för att detta ska hända. Det finns dock även belägg för att människor som drabbats av schizofreni och behandlats kan få ett återfall vid senare droganvändning. Dessutom har hallucinogena droger den egenskapen att de kan utlösa en psykos som ligger latent.
Droger som metamfetamin, ketamin, PCP (fencyklidin) och LSD har historiskt använts för att "härma" schizofreni för forskningssyften, men detta förekommer inte längre inom forskningen, eftersom skillnaderna mellan de drogframkallade tillstånden och den typiska manifestationen av schizofreni har blivit tydlig.
Hallucinogena droger utvecklades och testades på 1950-talet (av Humphry Osmond, Abram Hoffer med flera) som möjliga behandlingsformer för schizofreni.

#### Cannabis
Det finns ökande indicier på att cannabisanvändning kan vara en utlösande faktor för att utveckla schizofreni.  Vissa studier antyder att cannabis varken är en tillräcklig eller en nödvändig faktor för att utveckla schizofreni, men att cannabisbruk kan signifikant öka risken att utveckla schizofreni, som en bidragande orsaksfaktor bland många. Viss tidigare forskning inom detta område har ifrågasatts, eftersom det inte var tydligt om det var cannabis som var en orsaksfaktor eller om schizofreni orsakade cannabisbruk (då schizofrena generellt får mer och subjektivt bättre effekt av cannabis), eller om båda fenomen delar en tredje, bakomliggande orsak. En metastudie från 2004 om cannabisbrukets kausala bidrag till schizofreni har antytt att cannabis fördubblar risken att utveckla schizofreni på individualnivå, och kan vara den huvudsakliga orsaken till upp till 8 % av fallen. Många motståndare till teorin om ett kausalt samband mellan cannabis och schizofreni pekar på att medan cannabisbruket i många länder ökat kraftigt, har exempelvis antalet diagnostiserade fall av schizofreni i Storbritannien minskat under samma år.

### Metakognitiva antaganden
Personer med schizofreni har visats ha en högre nivå av metakognition än andra. Detta innebär att de har högre tilltro till sina tankar, ser större nytta i dem och upplever att de är sanningsbärande i större utsträckning än normalpopulationen.

## Behandling
Generellt sett framhålls vikten av att ge korrekt anpassad information och skapa förtroende mellan behandlare, patient och närstående.

### Medicinering

#### Antipsykotiska mediciner
Behandling med antipsykotiska läkemedel är en grundbult i schizofrenibehandlingen. År 2008 fanns drygt 60 substanser klassade som antipsykotiska läkemedel globalt. En gemensam verkningsmekanism för substanserna är förmågan att blockera dopaminreceptorer och läkemedlens effekt är proportionerlig mot förmågan att binda dessa receptorer, men för vissa substanser som klozapin är inte kopplingen lika tydlig. Till de observerbara behandlingseffekterna räknas: minskning av positiva symptom, minskad oro och depressivitet, samt minskad sömnstörning. Effekten på de negativa och kognitiva symptomen av sjukdomen är obefintlig.

##### Första och andra generations antipsykotika
Läkemedlen delas ofta in i andra respektive första generationens antipsykotika. Av andra generationens läkemedel har klozapin, olanzapin och risperidon bättre effekt på psykotiska symtom vid schizofreni än första generationens läkemedel. Förekomsten av såväl allvarliga som mindre allvarliga biverkningar är olika hos olika läkemedel och är vanligen dosberoende. Läkemedelsbehandling är generellt sett kostnadseffektivt, men det finns otillräckligt underlag om jämförelser mellan enskilda preparat.
Antipsykotiska läkemedel ges vanligen peroralt men vid bristande behandlingsföljsamhet kan långverkande injektioner (depåberedningar) förskrivas för att tillförsäkra att en patient tar sitt ordinerade läkemedel. Men kunskapsläget är fortfarande otillräckligt när det gäller skillnader i effekt och biverkningar mellan orala beredningsformer och långverkande injektioner.

### Sjukhusvård
Inläggning på sjukhus kan förekomma vid svåra perioder.  Detta kan vara frivilligt eller, om mentalhälsolagstiftningen tillåter det, ofrivilligt (kallat tvångsintagning). Mentalhälsolagstiftning kan också tillåta att människor får behandling mot sin vilja, så kallad tvångsvård. I många länder förekommer dock ingen sådan lagstiftning.

### Psykoterapi och stödjande åtgärder
Psykoterapi eller andra former av samtalsterapi kan erbjudas, där kognitiv beteendeterapi (KBT) är den mest vanligt förekommande formen, åtminstone i USA.  Detta kan fokusera på en direkt symtomreducering, eller på relaterade aspekter, så som självkänsla, social funktion och insikt.  Resultaten av tidiga försök med KBT visade inte signifikant effekt, men senare undersökningar antyder att KBT kan vara en effektiv behandling för de psykotiska symtomen vid schizofreni. Dock verkar inte icke-symptomatiska faktorer (livskvalitet, distress & funktionsnivå) avhjälpas av KBT.
Ett relativt nytt tillvägagångssätt är användandet av neurokognitiv rehabilitering (NKR), en teknik som avser att läka de neurokognitiva brister som ibland förekommer vid schizofreni.  Det är baserat på teknikerna vid neuropsykologisk rehabilitering, och tidiga evidens har visat att det är effektivt, med vissa förbättringar relaterade till mätbara förändringar i hjärnaktivering, uppmätt med fMRI. I Sverige har Barbro Sandin på Säters sjukhus haft vissa framgångar med att behandla schizofreni med psykoterapi, vilket anses som kontroversiellt. Hennes mest kände patient var hennes förste, Elgard Jonsson, som skrivit boken Tokfursten om sin sjukdomstid.
I Finland har man haft goda resultat med behandling av unga schizofrena genom insatser precis efter det schizofrena genombrottet med terapi inriktad på hela familjen. Man försöker snabbt möta hela familjen. Metoden har även testats i Falun. Mera etablerat i den svenska sjukvården är att behandla med familjeterapi i ett senare skede, vilket numera anses väsentligt för att hindra återinsjuknande.
Andra stödjande tjänster kan vara tillgängliga, som "drop in"-mottagningar, besök från medlemmar av ett 'community mental health team', och patientdrivna stödgrupper.  På senare år[när?] har vikten av brukardrivna återhämtningsgrupper växt kraftigt i Europa och USA, men har startat också i Sverige i Återhämtningsprojektet.  Grupper som RSMH-Rösträtt och Paranoia-nätverket (finns utomlands) har utvecklat självhjälpsmetoder som syftar till att erbjuda stöd och assistans utanför den traditionella medicinska modellen.  Genom att undvika att diskutera personliga erfarenheter i termer av kriterier för psykisk sjukdom eller psykisk hälsa hoppas man kunna avstigmatisera erfarenheten och uppmuntra individuellt ansvar och positiv självbild.
I många icke-västerländska samhällen kan schizofreni behandlas med mer informella metoder. En viktig information för västerländsk psykiatri är att prognosen för personer diagnostiserade med schizofreni i icke-västerländska länder faktiskt kan vara mycket bättre än för personer i väst.  Anledningarna till detta nyligen[när?] upptäckta faktum är långt ifrån klara, men tvärkulturella studier genomförs nu för att komma på varför det är så här. En viktig faktor kan vara att många icke-västerländska samhällen (inklusive intakta indiankulturer) är kollektivistiska samhällen, där stor vikt läggs vid att arbeta tillsammans för att hjälpa andra medlemmar av samhället.  Detta står i kontrast till många västerländska samhällen, som kan vara mycket individualistiska.  Kollektivistiska samhällen tenderar att trycka på vikten av den utökade familjen, vilket ger ett positivt stöd i samband med de påfrestningar som psykiska sjukdomar innebär både på den sjuke och på de omkring.

### Vårdkontakter
Bland de personer med schizofreni som behöver vård vid olika tillfällen under många år, kan det vara viktigt att ha kontakt med samma vårdpersonal och ha kontinuitet i vårdrelationen. En systematisk översikt av forskningen på området, genomförd av svenska SBU år 2021, visar att högre kontinuitet i relationerna i vården av personer med schizofreni kan innebära lägre förtida dödlighet och färre akutbesök.

### Annat
Det finns otillräcklig evidens för att dra slutsatser huruvida omega 3-fettsyror påverkar schizofreni.
Elektrokonvulsiv behandling kan användas i många länder, men användningsområdet vid schizofreni är begränsat.

## Alternativa perspektiv på schizofreni
Psykologen Julian Jaynes föreslog i sin bok The Origin of Consciousness in the Breakdown of the Bicameral Mind från 1976 att schizofreni och liknande tillstånd i förhistorisk tid var det normala tillståndet av mänskligt medvetande. Detta skulle då ta formen av ett bikameralt sinne där ett normalt tillstånd av låg affekt, lämpligt för rutinmässiga aktiviteter, kunde avbrytas i krisfyllda situationer av "mystiska röster" som gav instruktioner, vilket tidiga människor såg som interventioner från gudarna.  Teorin var ett tag kontroversiell, men ingen senare forskning har lyckats med att vare sig bekräfta eller falsifiera tesen.
Psykiatern Tim Crow har menat att schizofreni skulle kunna det vara det evolutionära pris vi betalar för en specialisering av språk i den vänstra hjärnhalvan. Eftersom psykos är sammankopplat med högre nivåer av aktivitet i den högra hjärnhalvan och en reducering av den vanliga dominansen av den vänstra hjärnhalvan, kan det vara så att våra språkliga egenskaper har utvecklats till priset av att schizofreni blir följden då detta system inte fungerar.
Forskare som studerar schamanism har spekulerat om att schizofreni och liknande tillstånd i vissa kulturer kan predestinera en individ till att bli schaman. Upplevelsen av att ha tillgång till multipla verkligheter är inte ovanlig i schizofreni, och detta är också en kärnupplevelse i många schamanistiska traditioner. Schamanen kan ha färdigheten att styra vissa av de alternativa medvetandetillstånd som psykiatrer kallar för sjukliga.  Många har spekulerat i huruvida olika viktiga religiösa gestalter hade schizofreni.  En del har omfamnat idén om att viktiga religiösa gestalter upplevde psykoser, hörde röster och uppvisade storhetsvansinne.
Förespråkare av alternativ medicin brukar mena att schizofreni orsakas av obalans i kroppens reserver och absorbering av näringsmineraler, vitaminer, fetter och/eller förekomsten av överdrivna nivåer av giftiga tungmetaller.  Kroppens reaktioner mot gluten är också inblandade i vissa alternativa teorier.
En teori som lanserats av psykiatrerna E. Fuller Torrey och R.H. Yolken är att parasiten Toxoplasma gondii är orsaken till vissa, om inte alla, fall av schizofreni.
Ett ytterligare synsätt som har föreslagits av Richard Bandler är att "den vanliga skillnaden mellan någon som hallucinerar och någon som visualiserar normalt, är att personen som hallucinerar inte vet att han gör det och inte har något val". Han föreslår att eftersom visualisering är en sofistikerad mental förmåga, så är schizofreni en färdighet, dock en ofrivillig och dysfunktionell sådan som kan användas men inte kontrolleras.  Han föreslår därför att ett viktigt sätt att behandla schizofreni skulle kunna vara att lära ut den förmåga som saknas – hur man skiljer skapad verklighet från den "objektiva" externa verkligheten, och på så sätt minska dess maladaptiva inflytande, och slutligen hur man kan använda lämpliga kontroller över de visuella och auditiva processerna.  Hypnotiska tillvägagångssätt för att realisera detta har utforskats av läkaren Milton H. Erickson.

## Schizofreni och droganvändning
Omkring hälften av alla personer med schizofreni nyttjar alkohol, tobak, cannabis eller andra droger i ökad mängd.
Förhållandet mellan schizofreni och droganvändning är komplicerat. Det är svårt att klargöra orsakssambandet mellan droganvändning och schizofreni. Å ena sidan finns otvetydiga bevis att vissa droger utlöser debut eller återfall av schizofreni. Å andra sidan är det också sannolikt att människor med schizofreni använder droger som en sorts självmedicinering, antingen för att dämpa själva störningen – med dess kännetecknande negativa känslor, paranoia och röster – eller för att överkomma negativa känslor orsakade av antipsykotiska mediciner.

### Hallucinogener
En långvarig användning av stimulantia eller hallucinogena droger kan leda till schizofreni, men eventuellt krävs att personen är fördisponerad för att detta ska hända.  Det finns dock även belägg för att människor som drabbats av schizofreni och behandlats kan få ett återfall vid senare droganvändning. Dessutom har hallucinogena droger den egenskapen att de kan utlösa en psykos som ligger latent.
Droger såsom metamfetamin, ketamin, PCP (fencyklidin) och LSD har historiskt använts för att "härma" schizofreni för forskningssyften, men detta förekommer inte längre inom den vetenskapliga forskningen, eftersom skillnaderna mellan de drogframkallade tillstånden och den typiska manifestationen av schizofreni har blivit tydlig.
Hallucinogena droger utvecklades och testades på 1950-talet (av Humphry Osmond, Abram Hoffer med flera) som möjliga behandlingsformer för schizofreni. LSD utvecklades just för detta syfte, men blev förbjudet i USA 1967 efter att ha blivit vanligt som rekreationsdrog.

### Cannabis
Det finns ökande indicier på att cannabisanvändning kan vara en utlösande faktor för att utveckla schizofreni. Nya studier pekar på att regelbundet bruk av cannabis ökar risken att utlösa en psykotisk sjukdom hela 5 gånger, dock gäller detta bara för de som har gener att utveckla en psykotisk sjukdom..

### Tobak
Majoriteten av personer med schizofreni röker tobak.